# أندرو غراهام (عسكري)
أندرو غراهام (بالإنجليزية: Andrew Graham)‏ هو عسكري بريطاني، ولد في 21 أكتوبر 1956.